# Llista de batles de Llucmajor

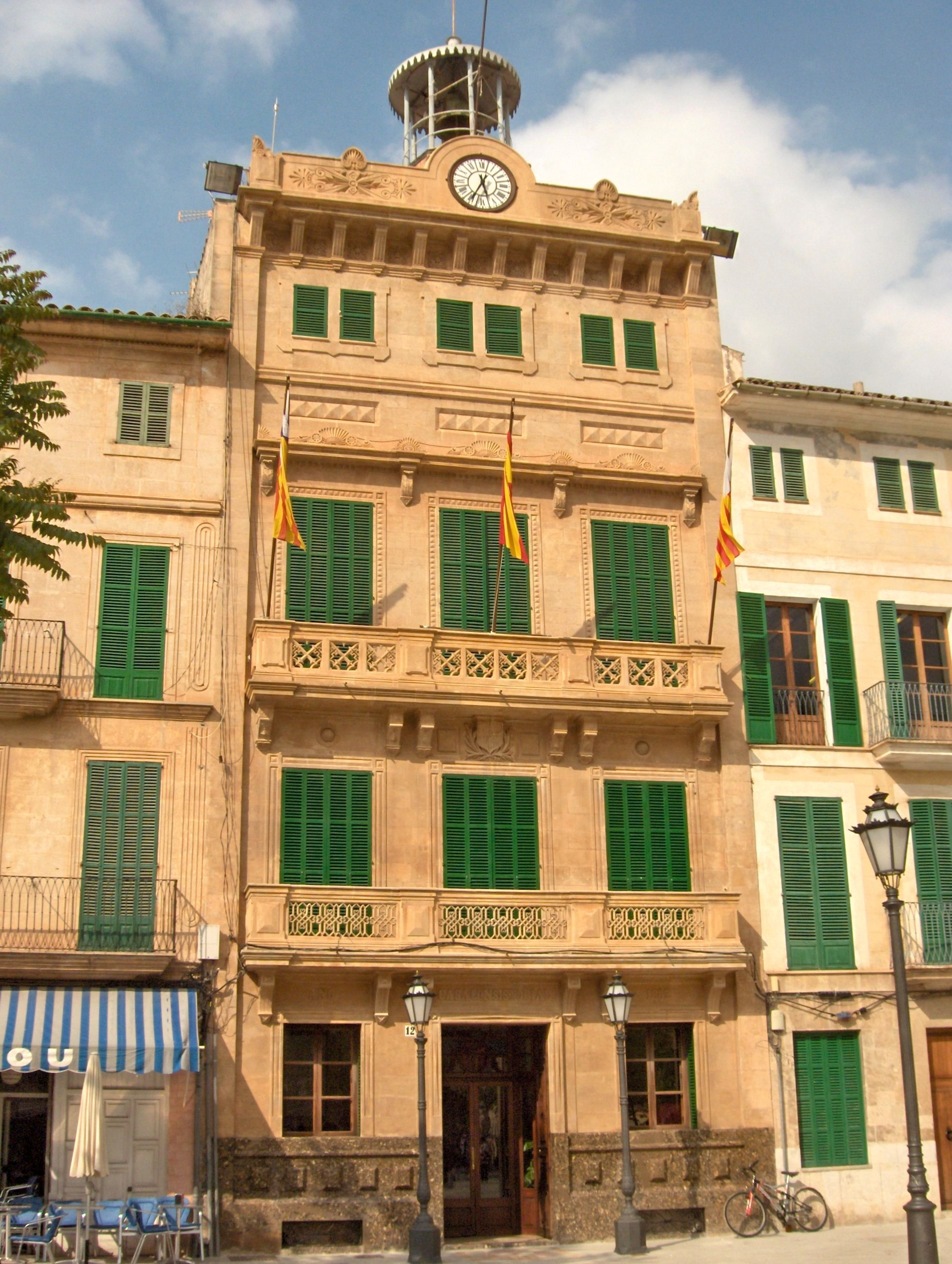
Façana de l'Ajuntament de Llucmajor

Llista de batles del municipi de Llucmajor (Mallorca) des del 1900.

## Restauració borbònica (1899-1931)
| Núm. | Batle                                              | Partit polític   | Inici del mandat | Fi del mandat |
| ---- | -------------------------------------------------- | ---------------- | ---------------- | ------------- |
| 1    | Mateu Rigo Vallbona, de Garonda                    |                  | 1900             | 1901          |
| 2    | Miquel Verdera Pons                                |                  | 1901             | 1901          |
| 3    | Antoni Catany Salvà                                | Liberal          | 1901             | 1903          |
| 4    | Antoni Monserrat Tomàs                             |                  | 1903             | 1904          |
| 5    | Miquel Puig Salvà                                  |                  | 1904             | 1905          |
| -    | Antoni Catany Salvà (2n mandat)                    | Liberal          | 1905             | 1907          |
| 6    | Joan Mòjer Noguera, de ses Males Cases             | Conservador      | 1907             | 1909          |
| -    | Antoni Catany Salvà (3r mandat)                    | Liberal          | 1909             | 1910          |
| 7    | Llorenç Cirerol Pons, Albertí                      | Liberal          | 1910             | 1913          |
| -    | Joan Mòjer Noguera, de ses Males Cases (2n mandat) | Conservador      | 1913             | 1916          |
| -    | Llorenç Cirerol Pons, Albertí (2n mandat)          | Liberal          | 1916             | 1917          |
| 8    | Pere Antoni Mataró Monserrat                       | Conservador      | 1917             | 1920          |
| 9    | Miquel Mataró Monserrat                            | Conservador      | 1920             | 1923          |
| 10   | Joan Mir Company                                   |                  | 1923             | 1924          |
| 11   | Rafel Cañellas Caldés                              |                  | 1924             | 1924          |
| -    | Miquel Mataró Monserrat (2n mandat)                | Unión Patriótica | 1924             | 1930          |
| 12   | Francesc Socies Clar, de son Reus                  | Conservador      | 1930             | 1930          |
| 13   | Bartomeu Contestí Gamundí                          |                  | 1930             | 1931          |
| 14   | Francesc Aulet i Aulet, de Gomera                  |                  | 1931             | 1931          |

## Segona República (1931-1936)
| Núm. | Batle                                     | Partit polític              | Inici del mandat | Fi del mandat |
| ---- | ----------------------------------------- | --------------------------- | ---------------- | ------------- |
| 15   | Bartomeu Sastre Garau, Llopis             | Acció Republicana           | 1931             | 1934          |
| 16   | Miquel Carbonell Clar, Pou                | Radical                     | 1934             | 1936          |
| -    | Bartomeu Sastre Garau, Llopis (2n mandat) | Esquerra Republicana Balear | 1936             | 1936          |

## Guerra Civil i Franquisme (1936-1975)
| Núm. | Batle                                          | Inici del mandat | Fi del mandat |
| ---- | ---------------------------------------------- | ---------------- | ------------- |
| 17   | Miquel Munar Calafat, Pola                     | 1936             | 1936          |
| 18   | Antoni Garcias Garau, de son Vidal             | 1936             | 1937          |
| 19   | Sebastià Jaume Salvà, de son Seguí             | 1937             | 1938          |
| 20   | Joan Roig Garcias                              | 1938             | 1940          |
| 21   | Llorenç Clar Salvà, de Vallgornera             | 1940             | 1940          |
| 22   | Jaume Morey Pol                                | 1940             | 1943          |
| 23   | Bernat Sastre Barceló                          | 1943             | 1944          |
| 24   | Joan Mora Ferrando                             | 1944             | 1945          |
| 25   | Sebastià Garau Aulet, Molínou                  | 1945             | 1952          |
| 26   | Jaume Manresa Salvà, de Guiamarà               | 1952             | 1953          |
| 27   | Josep Salvà Llambias, Flauta                   | 1953             | 1954          |
| -    | Jaume Manresa Salvà, de Guiamarà (2n mandat)   | 1954             | 1954          |
| -    | Llorenç Clar Salvà, de Vallgornera (2n mandat) | 1954             | 1959          |
| 28   | Florián Talaya Zamora                          | 1959             | 1959          |
| 29   | Mateu Monserrat Calafat, Barril                | 1959             | 1969          |
| 30   | Andreu Martín Burguera                         | 1969             | 1971          |
| 31   | Gabriel Ramon Julià                            | 1971             | 1975          |

## Transició i democràcia (1975-actualitat)
| Núm. | Batle                             | Partit polític | Inici del mandat | Fi del mandat | Legislatura     |
| ---- | --------------------------------- | -------------- | ---------------- | ------------- | --------------- |
| -    | Gabriel Ramon Julià               |                | 1975             | 1979          | I               |
| 32   | Miquel Clar Lladó                 | UCD            | 1979             | 1983          | II              |
| 33   | Antoni Zanoguera Rubí             | AP             | 1983             | 1987          | III             |
| 34   | Joan Monserrat Mascaró            | PSIB           | 1987             | 1991          | IV              |
| 35   | Gaspar Oliver Mut                 | PP             | 1991             | 1999          | V / VI          |
| 36   | Lluc Tomàs Munar                  | PP             | 1999             | 2008          | VII / VIII / IX |
| 37   | Joan Cristòfol Jaume Mulet        | PP             | 2008             | 2015          | IX / X          |
| 38   | Jaume Tomàs Oliver                | MÉS            | 2015             | 2016          | XI              |
| 39   | Bernadí Vives Cardona             | El Pi          | 2016             | 2018          | XI              |
| 40   | Gregori Estarellas Mas            | PSIB           | 2018             | 2019          | XI              |
| 41   | Éric Jareño Cifuentes             | PP             | 2019             | 2023          | XII             |
| 42   | Maria Francisca Lascolas Rosselló | PP             | 2023             | en el càrrec  | XIII            |